# Luceafărul București
Luceafărul București este un fost club de fotbal din București, România. Echipa a fost înființată în 1978, având ca obiectiv selecționarea permanentă a celor mai talentați copii și juniori din întreaga țară și pregătirea lor în vederea obținerii unor rezultate valoroase la nivel de juniori în competiții internaționale. Mai puțin de un deceniu, între 1978 și 1985, clubul Luceafărul București a funcționat ca un centru de formare a tinerilor jucători, apogeul performanței la nivel de echipă reprezentându-l bronzul cucerit de naționala de tineret, în 1981, la Mondialele din Australia.
Luceafărul a produs vârfurile „generației de aur“, dar cu patru ani înainte de Revoluție centrul a fost desființat, pentru a face loc unor centre olimpice pentru juniori, ce și-au încetat activitatea ulterior.

## Jucători importanți
- Emil Săndoi
- Gavril Balint
- Ștefan Iovan
- Dorin Mateuț
- Gheorghe Hagi
- Ioan Ovidiu Sabău
- Gheorghe Popescu
- Miodrag Belodedici
- Ioan Andone
- Mircea Rednic
- Florin Prunea
- Zsolt Muzsnay

## Foști antrenori
- Nelu Nunweiller
- Costică Toma
- Eugen Mladin
- Gheorghe Manga
- Marcel Pigulea